# Hans Sigismund von Rothkirch und Panthen

Wappen derer von Rothkirch

Hans Sigismund von Rothkirch und Panthen (geb. 13. Mai 1722 in Lampersdorf, Fürstentum Münsterberg; gest. 21. Oktober 1780 in Rothkirch, Landkreis Liegnitz, Provinz Schlesien) war ein preußischer Landrat.

## Herkunft
Hans Sigismund von Rothkirch und Panthen entstammt dem schlesischen Adelsgeschlecht Rothkirch und Panthen. Seine Eltern waren Wolf Sigismund von Rothkirch und Panthen (1689–1736) und dessen zweite Ehefrau Christine Friederike († 1747), geb. von Frankenberg aus dem Hause Zedlitz. Sein Vater war kaiserlicher Hauptmann im Regiment Osnabrück und Erbherr auf Lampersdorf und Weißenleipe (Landkreis Liegnitz).

## Leben
Hans Sigismund erhielt seine schulische Ausbildung 1731 bis 1733 am Grauen Kloster in Berlin. Anschließend war er von 1734 bis 1737 Page beim Herzog Carl Albrecht von Württemberg, danach war er Page bei Herzog Wilhelm Heinrich von Sachsen-Eisenach. Im Dezember 1741 trat er in die Preußische Armee ein und erlangte dort den Rang eines Leutnants. 1751 nahm er seinen Abschied von der Armee und begann das Gut Weissenleipe zu bewirtschaften, das er vorher von seiner Mutter gekauft hatte. 1758 trat er die Nachfolge von Sylvius Rudolph Helmrich von Elgott als Landrat des Kreises Liegnitz an, der von seinen Diensten entbunden worden war. Das Amt als Landrat übte Hans Sigmund bis zu seinem Tod im Jahr 1780 aus. Nachfolger wurde zu Beginn des Jahres 1781 Maximilian Friedrich von Gaffron und Oberstradam. 
Im Jahr 1769 wurde er zum Landschaftsdirektor gewählt, was er aber wegen Kränklichkeit ablehnte. 1776 kaufte er den alten Stammsitz Rothkirch, der damit nach 400 Jahren wieder in Besitz der Familie kam. 1780 wird er als Erbherr in Rothkirch und Weißenleipe genannt.

## Persönliches
Hans Sigismund von Rothkirch und Panthen heiratete in erster Ehe am 22. Mai 1765 Johanne Juliane Elisabeth (* 1728; † 1. Juni 1772), geb. von Seydlitz aus dem Hause Pilgramshain. Ein Sohn aus dieser Ehe war Carl Hans Ernst von Rothkirch (1770–1834). In zweiter Ehe vermählte er sich am 2. Mai 1774 mit Ernestine Charlotte (* 1736; † 9. Dezember 1802), geb. von Landscron aus dem Haus Michelsdorf.